# 夕張市消防本部
夕張市消防本部（ゆうばりししょうぼうほんぶ）は、北海道夕張市の消防部局（消防本部）。管轄区域は夕張市全域。

## 概要
- 消防本部：夕張市清水沢宮前町20
- 管内面積：763.36km2
- 職員定数：43人
- 消防署1カ所
- 主力機械（2020年10月現在）
  - 水槽付消防ポンプ自動車：3
  - 大型水槽車：1
  - 屈折はしご車：1
  - 資機材搬送車：1
  - 指揮車：1
  - 指揮広報車：1
  - 原調車：1
  - 救急自動車：3
    - 夕張市の財政破綻後、市内の医療機関で対応不能な患者が増えたため、高速利用の遠距離搬送が増加した結果、救急車が搬送途中で故障し、修理不能に陥り、1台で全ての搬送を賄う事態に陥ったが、惨状を知った札幌市からの派遣職員が札幌市消防局に予備車両の貸与を要請し実現した。

  - その他：2

## 沿革
- 1949年11月 夕張市消防本部・夕張市消防署を開設する。
- 1950年
  - 6月 丁末分遣所・真谷地分遣所を開設する。
  - 11月 清水沢分遣所を開設する。
- 1953年5月 南部分遣所を開設する。
- 1959年4月 清水沢分遣所を出張所に改組する。
- 1960年5月 千年分遣所を開設する。
- 1961年7月 福住分遣所を開設する。
- 1963年
  - 8月 紅葉山分遣所を開設する。
  - 12月 鹿の谷分遣所を開設する。
- 1964年4月 救急業務を開始する。末広分遣所を廃止する。
- 1965年5月 沼の沢分遣所を開設する。
- 1974年
  - 3月 登川駐在所を楓分遣所に改組する。
  - 4月 南部分遣所を出張所に改組する。菊水分遣所を開設する。
  - 12月 福住分遣所を廃止する。
- 1975年9月 1丁目分遣所を開設する。
- 1977年
  - 8月 千年分遣所を廃止する。
  - 11月 菊水分遣所を廃止する。
- 1978年12月 丁末分遣所を廃止する。
- 1981年4月 清水沢出張所・南部出張所を支署に改組する。
- 1985年11月 1丁目分遣所・鹿の谷分遣所・真谷地分遣所を廃止する。
- 1986年11月 楓分遣所を廃止する。
- 1988年4月 若菜出張所・鹿島出張所を分遣所に改組する。
- 1993年12月 南部支署を清水沢支署に統合し、南部分遣所に改組する。
- 1994年11月 沼の沢分遣所を廃止する。
- 1995年
  - 4月 消防本部・消防署の移転に伴い、清水沢支署を消防署に、消防署を本町支署に改組する。鹿島分遣所を廃止する。
  - 12月 若菜分遣所を廃止する。
- 2000年3月 初の高規格救急車を消防署へ配備する。
- 2001年4月 南部分遣所を廃止する。
- 2002年4月 本町支署を本町出張所に改称する。
- 2007年4月 本町出張所・紅葉山分遣所を廃止する。

## 組織
- 本部 - 管理課
- 消防署 - 警防課

## 消防署
| 消防署       | 住所           | 出張所 |
| ------------ | -------------- | ------ |
| 夕張市消防署 | 清水沢宮前町20 | なし   |